# Manuel-Antoine de Portugal
Manuel-Antoine de Portugal (24 février 1600 à Delft – 27 octobre 1666 à Schagen) est un noble portugais.

## Les jeunes
Il est le fils de Manuel du Portugal et de la comtesse Émilie de Nassau, fille de Guillaume le taciturne. Le père de Manuel-Antoine, Manuel du Portugal, est un fils illégitime du prétendant portugais Antoine, prieur de Crato.
Initialement, Manuel-Antoine est élevé par sa mère comme un calviniste. Cependant, en 1612, son père les envoient avec son frère Louis-Guillaume à leur oncle Christophe en France, où il reçoit un enseignement catholique. Déjà en 1613, son oncle, le stathouder Maurice de Nassau, l'a promu en tant que capitaine, en raison des revenus associés à cette position et non pas dans le but de prendre en charge un commandement militaire.
De 1619 à 1623, il est gouverneur de la Principauté d'Orange pour son oncle Maurice. Apparemment, à cet égard, il est pertinent qu'il ait assisté à des messes catholique, la majorité de la population de la principauté d'Orange étant catholique. Le vice-gouverneur Valckenbourg exerce des fonctions officielles. Il a vécu une vie somptueuse, dépensant plus d'argent qu'il n'en a et doit être rappelé par son oncle en 1623. Il continue à recevoir la rémunération de 6 000 florins jusqu'à l'avènement de Frédéric-Henri d'Orange-Nassau qui règne à partir de 1625, qui annule les paiements.

## L'église et le militaire
Sans une source de revenu en 1626, il doit partir avec son père, pour Bruxelles dans les Pays-Bas espagnols où ils sont chaleureusement accueillis. Manuel-Antoine commence une carrière militaire comme Rittmeister au service de l'Espagne.
Cette carrière est de courte durée. Le 15 juillet 1628, il rejoint en présence d'Isabelle-Claire-Eugénie d'Autriche et toute sa cour — les Carmes et prend le nom religieux de Félix de Santa Isabella. Il rejoint le monastère des Carmes, à Bruxelles, où il est ordonné. De 1628 à 1633, il est prêtre, mais fuit le monastère pour retourner en Hollande où le 15 janvier 1634 à Delft, il se convertit au calvinisme.
En 1638, il prend le titre de Prince de Portugal et le 12 juin 1638, il rejoint le service des États-Généraux comme Rittmeister avec les cuirassiers.
Peu de temps après, il est capturé près de Geldern par le Cardinal-Infant Ferdinand d'Autriche et le Général Guillaume de Lamboy, ramené à Bruxelles et — sur sa demande — transféré à "son" monastère. Mais apparemment cela est fait sous la contrainte de la captivité. Il s'est échappé de nouveau, revenant en Hollande et converti de nouveau le 4 avril 1643 à la foi protestante.

## Mariage
Le 14 décembre 1646, il épouse à Delft, la comtesse Jeanne de Hanau-Münzenberg-Schwarzenfels (1610 – 13 septembre 1673 à Delft), veuve de  Wolfgang Frédéric de Salm. Ils ont deux enfants :
- Wilhelmine Amélie (1647 – 14 novembre 1647)
- Élisabeth Marie (20 novembre 1648 à Delft - 15 octobre 1717 à Vianen), mariée le 11 avril 1678 avec le baron Adrien de Gand (16 février 1645 à La Haye – 10 août 1708)

Les sources indiquent que la comtesse vient d'une pauvre branche de sa famille, qui a été malmenée par la guerre de Trente Ans. Elle apporte peu pour le mariage. Les dettes ont lourdement pesé sur Manuel-Antoine et la pension de 300 fl. par an pour son fils illégitime Guillaume, né en 1646 d'une mère nommée Dina Borremans.

## Fin de carrière
En 1645, il est le Hauptmann d'une compagnie d'infanterie hollandaise et est bientôt promu Oberst. En 1656, il devient gouverneur de Steenwijk et commandant de Elburg.
Il est décédé le 27 octobre 1666 à Schagen et est enterré à Delft.